# Frank DeSimone
Frank A. „One Eye“ DeSimone (* 17. Juli 1909 in Pueblo (Colorado); † 4. August 1967 Los Angeles) war ein italienisch-amerikanischer Mobster der amerikanischen Cosa Nostra und Boss der Dragna-Familie in Kalifornien. Er war der Sohn von Los Angeles Gangsterboss Rosario DeSimone und Onkel von Thomas DeSimone, der ein Assoziierter der Lucchese-Familie war. Sein Spitzname „One Eye“ (am.: Ein Auge) bekam er, weil eins seiner Augenlider auf ähnliche Weise herabhing, wie es insbesondere auch bei Lucky Luciano der Fall war.

## Leben

### Frühe Jahre
Von Colorado aus ging die Familie nach Kalifornien. DeSimone machte seinen Abschluss an der University of Southern California Law School und wurde im Mai 1933 Anwalt.
Als Bugsy Siegel 1947 ermordet wurde, akzeptierte Oberhaupt Jack Dragna dessen Nachfolger Mickey Cohen nicht und es kam zu einigen Anschlägen auf diesen. In diese soll auch Frank DeSimone – unter dem Kommando von Jimmy Fratianno – verwickelt gewesen sein.
Möglicherweise stieg DeSimone in den Rang eines Caporegime auf; allerdings war er auch weiterhin in einem Umfang als Anwalt tätig, die über den Rahmen einer bürgerlichen Fassade zur Tarnung hinausgingen. Als Anwalt war es schwierig für die Polizei DeSimone beizukommen.
Insbesondere verteidigte er in den 1940er und 1950er Jahren Familienmitglieder wie Jimmy Fratianno und Johnny Roselli genauso, wie völlig unbescholtene Bürger.

### Boss der Los-Angeles-Familie
Nachdem 1956 Jack Dragna als Oberhaupt nach einem Herzinfarkt verstorben war, kam es zu einer Abstimmung innerhalb der Familie, und DeSimone wurde der dritte gewählte Boss der Los-Angeles-Familie.
Unter DeSimone schwand die Reputation und die Integrität der Familie; Fratianno und Roselli sahen seine Wahl als manipuliert an und schlossen sich direkt dem Chicago Outfit an, welches ohnehin eine dominierende Rolle an der Westküste der USA spielte.
Deutlich wurde dies daran, dass – im Gegensatz zum verstorbenen Dragna – DeSimone nicht dessen Sitz im National Crime Syndicate erhielt, wenngleich er 1957 am Apalachin-Meeting teilnahm. Dadurch wurde seine Rolle als führender Mobster offengelegt.
Auch innerhalb der Familie kam es zu weiteren Konflikten. So soll DeSimone – laut einem Polizeiinformanten – die Frau seines „Underboss“ Girolamo „Momo“ Adamo vor dessen Augen vergewaltigt haben. Andere Quellen sprechen von einer Affäre zwischen DeSimone und der Frau von Girolamo.
Nach dieser Demütigung schoss Momo seine Frau nieder und beging in seinem Haus in San Diego Selbstmord. Die Frau überlebte und heiratete Frank Bompensiero, den DeSimone nach seinem Amtsantritt als Anführer in San Diego abgelöst und durch Tony Mirable ersetzt hatte.
Obwohl DeSimone einerseits 1965 vom Look Magazine als einer der nobelsten Gangster gelistet worden war, wurde andererseits die Familie als „The Mickey Mouse Mafia“ verspottet.
Als in den 1960er Jahren Joseph Bonanno Pläne verwirklichen wollte, Capo di tutti i capi zu werden, führte dies nach dem Scheitern dieser Pläne zu Problemen für DeSimone. Zur Durchsetzung hätte Bonanno unweigerlich die Ermordung von Tommy Lucchese, Carlo Gambino und Stefano Magaddino herbeiführen müssen.
DeSimone wurde dabei von Bonanno auf der Habenseite verbucht und sollte vermutlich Teil der Ausführung dieser Mordpläne sein, obwohl dieser vermutlich noch in keiner Form eingeweiht war. Eventuell stand er aber selbst auf Bonannos Todesliste. Jedenfalls entwickelte DeSimone eine außergewöhnliche Vorsicht; so zog er es während seiner letzten Lebensjahre vor, des Nachts nicht mehr sein Haus zu verlassen.
1967 starb DeSimone an einem Herzinfarkt.

## Familie
Neben seinem Vater Rosario DeSimone waren noch weitere Verwandte Frank DeSimones bedeutende Mitglieder der Cosa Nostra. Simone Scozzari wurde unter Frank, nach dem Tod des Vorgängers, „Underboss“ der Los-Angeles-Familie. Joseph Civello stellte eine wichtige Verbindung zur „Familie“ in Dallas dar. Neffe Thomas „Two-Gun Tommy“ DeSimone wurde ein „enforcer“ (am.: Durchsetzer) in der Lucchese-Familie.